# Taillefontaine
Taillefontaine település Franciaországban, Aisne megyében. Lakosainak száma 262 fő (2022. január 1.). Taillefontaine Haramont, Mortefontaine, Retheuil és Vivières községekkel határos.

## Népesség
A település népessége az elmúlt években az alábbi módon változott:
| Lakosok száma | 320  | 255  | 270  | 276  | 259  | 264  | 276  | 274  | 272  | 262  |
|               | 1968 | 1982 | 1990 | 2006 | 2013 | 2015 | 2017 | 2019 | 2020 | 2022 |